# Cenotextricella simoni
Cenotextricella
Genre
Espèce
Cenotextricella simoni, unique représentant du genre Cenotextricella, est une espèce fossile d'araignées aranéomorphes de la famille des Anapidae.

## Distribution
Cette espèce a été découverte dans de l'ambre du Quesnoy à Chevrières dans le département de l'Oise dans les Hauts-de-France en France. Elle date du Paléogène, Éocène, Yprésien.

## Description
Le mâle holotype mesure 1,08 mm.

## Étymologie
Cette espèce est nommée en l'honneur d'Eugène Simon.

## Publication originale
- (en) Penney, Dierick, Cnudde, Masschaele, Vlassenbroeck, Van Hoorebeke & Jacobs, 2007 : First fossil Micropholcommatidae (Araneae), imaged in Eocene Paris amber using X-Ray Computed Tomography. Zootaxa, no 1623, p. 47–53.